# Европско првенство у атлетици за јуниоре 2017 — 1.500 метара за јуниорке
Такмичење у трчању на 1.500 метара у женској конкуренцији на 24. Европском првенству у атлетици за јуниоре 2017. у Гросето одржано је 21. и 23. јула 2017. на Stadio Carlo Zecchini- у.
Титулу освојену у Ешилструни 2015, није бранила Боби Клеј из Уједињеног Краљевства.

## Земље учеснице
Учествовало је 28 такмичарки из 16 земаља.
1. Аустрија (1)
2. Белгија (2)
3. Бугарска (1)
4. Ирска (3)
5. Италија (3)
6. Мађарска (1)
7. Немачка (2)
8. Норвешка (2)
9. Пољска (2)
10. Португалија (2)
11. Турска (1)
12. Уједињено Краљевство (3)
13. Финска (1)
14. Француска (1)
15. Швајцарска (1)
16. Шпанија (2)

## Освајачи медаља
|                                  |                              |                                           |
| Џема Рики · Уједињено Краљевство | Лилиана Георгиева · Бугарска | Харијет Ноулс-Џонс · Уједињено Краљевство |

## Квалификациона норма
Квалификациону норму требало је да такмичарке остваре у периоду од 1. јануара 2016. до 13. јула 2017. године.
| Норма   |
| ------- |
| 4:30,00 |

## Сатница
| Датум   | Време | Коло          |
| ------- | ----- | ------------- |
| 21. јул | 10:30 | Квалификације |
| 23. јул | 17:30 | Финале        |

## Рекорди
| Рекорди пре почетка Европског првенства 2017. | Рекорди пре почетка Европског првенства 2017. | Рекорди пре почетка Европског првенства 2017. | Рекорди пре почетка Европског првенства 2017. | Рекорди пре почетка Европског првенства 2017. | Рекорди пре почетка Европског првенства 2017. |
| Рекорди                                       | Атлетичар                                     | Земља                                         | Време                                         | Место                                         | Датум                                         |
| --------------------------------------------- | --------------------------------------------- | --------------------------------------------- | --------------------------------------------- | --------------------------------------------- | --------------------------------------------- |
| Европски рекорд У-20                          | Нела Непорадна                                | Украјина                                      | 4:04,24                                       | Париз, Италија                                | 29. август 2003.                              |
| Рекорди европских првенстава У-20             | Ингер Кнутсон                                 | Шведска                                       | 4:07,47                                       | Дуизбург, Западна Немачка                     | 26. август 1973.                              |
| Најбољи европски резултат сезоне У-20         | Делија Склабас                                | Швајцарска                                    | 4:12,00                                       | Лозана, Швајцарска                            | 6. јул 2017.                                  |

### Најбољи европски резултати у 2017. години
Десет најбољих атлетичара у трци на 1.500 метара 2017. године до почетка првенства (19. јул 2017), имали су следећи пласман на европској ранг листи.
| 1.  | Делија Склабас     | Швајцарска       | 4:12,00 | 6. јул  |
| 2.  | Џема Рики          | Велика Британија | 4:12,28 | 2. јул  |
| 2.  | Елисе Вандерелст   | Белгија          | 4:12,28 | 15. јул |
| 4.  | Јустин Тинк        | Белгија          | 4:13,61 | 3.јун   |
| 5.  | Харијет Ноулс-Џонс | Велика Британија | 4:14,95 | 2. јул  |
| 6.  | Ела Макнивен       | Велика Британија | 4:15,61 | 24. јун |
| 7.  | Амелија Кверк      | Велика Британија | 4:15,85 | 31. мај |
| 8.  | Камила Зислер      | Норвешка         | 4:17,21 | 27. мај |
| 9.  | Лела Хаджи         | Француска        | 4:17,75 | 27. мај |
| 10. | Луција Родригез    | Шпанија          | 4:18,15 | 14. јун |

Такмичарке чија су имена подебљана учествовале су на ЕП.

## Резултати

### Квалификације
Такмичење је одржано 21. јула 2017 године. Такмичарке су биле подељене у две групе. У финале су се пласирале прве 4 из сваке групе (КВ) и 4 на основу резултата (кв).,.
Почетак такмичења: група 1 у 10:30, група 2 у 10:40.
| Место | Група | Атлетичарка             | Земља                | ЛР      | ЛРС     | Резултат | Белешка |
| ----- | ----- | ----------------------- | -------------------- | ------- | ------- | -------- | ------- |
| 1.    | 2     | Лилиана Георгиева       | Бугарска             | 4:25,90 | 4:25,90 | 4:18,36  | КВ, ЛР  |
| 2.    | 2     | Џема Рики               | Уједињено Краљевство | 4:12,28 | 4:12,28 | 4:19,57  | КВ      |
| 3.    | 2     | Саија Сепа              | Финска               | 4:19,55 | 4:19,55 | 4:19,66  | КВ      |
| 4.    | 2     | Јоана Штауб             | Немачка              | 4:20,26 | 4:20,26 | 4:19,68  | КВ, ЛР  |
| 5.    | 2     | Амелија Кверк           | Уједињено Краљевство | 4:15,85 | 4:15,85 | 4:19,75  | кв      |
| 6.    | 1     | Гаја Сабатини           | Италија              | 4:21,25 | 4:21,25 | 4:20,17  | КВ, ЛР  |
| 7.    | 1     | Харијет Ноулс-Џонс      | Уједињено Краљевство | 4:17,53 | 4:17,53 | 4:21,14  | КВ      |
| 8.    | 1     | Беата Топка             | Пољска               | 4:21,69 | 4:21,69 | 4:22,62  | КВ      |
| 9.    | 1     | Лела Хаджи              | Француска            | 4:17,75 | 4:17,75 | 4:22,65  | КВ      |
| 10.   | 1     | Нада Повер              | Ирска                | 4:23,33 | 4:23,33 | 4:22,82  | кв, ЛР  |
| 11.   | 2     | Мартина Тоци            | Италија              | 4:22,72 | 4:22,72 | 4:23,27  | кв      |
| 12.   | 2     | Илва Тракслер           | Аустрија             | 4:29,96 | 4:29,96 | 4:26,30  | кв, ЛР  |
| 13.   | 1     | Јустин Тинк             | Белгија              | 4:13,61 | 4:13,61 | 4:27,11  |         |
| 14.   | 2     | Вероника Лизаковска     | Пољска               | 4:23,12 | 4:23,68 | 4:27,21  |         |
| 15.   | 1     | Маријана Машадо         | Португалија          | 4:25,88 | 4:25,88 | 4:28,60  |         |
| 16.   | 2     | Рита Рибеиро            | Португалија          | 4:27,98 | 4:27,98 | 4:28,91  |         |
| 17.   | 2     | Ема О'Брајен            | Ирска                | 4:25,95 | 4:25.95 | 4:29,34  |         |
| 18.   | 2     | Агеда Муњоз             | Шпанија              | 4:23,75 | 4:23,75 | 4:30,00  |         |
| 19.   | 1     | Лара Алемани            | Швајцарска           | 4:27,77 | 4:28,97 | 4:30,29  |         |
| 20.   | 2     | Наталија Новак          | Мађарска             | 4:28,00 | 4:28,00 | 4:32,38  |         |
| 21.   | 1     | Патриција де Грат       | Немачка              | 4:23,78 | 4:23,78 | 4:32,53  |         |
| 22.   | 1     | Луција Родригез         | Шпанија              | 4:18,15 | 4:18,15 | 4:34,12  |         |
| 23.   | 1     | Елиза Керубини          | Италија              | 4:25,43 | 4:25,43 | 4:35,58  |         |
| 24.   | 1     | Шилан Ајилдиз           | Турска               | 4:26,90 | 4:26,90 | 4:35,96  |         |
| 25.   | 1     | Кристин Ланде Домерснес | Норвешка             | 4:29,91 | 4:29,91 | 4:36,33  |         |
| 26.   | 2     | Матилда Десвеф          | Белгија              | 4:22,04 | 4:22,04 | 4:44,50  |         |
| 27.   | 1     | Џоди Макен              | Ирска                | 4:22,85 | 4:22,85 | 4:50,37  |         |
|       | 2     | Камила Зислер           | Норвешка             | 4:17,21 | 4:17,21 | НЗ       |         |

### Финале
Финале је одржано 23. јула 2017. године у 17:30.,.
| Место | Атлетичарка        | Земља                | Резултат | Белешка |
| ----- | ------------------ | -------------------- | -------- | ------- |
|       | Џема Рики          | Уједињено Краљевство | 4:13,25  |         |
|       | Лилиана Георгиева  | Бугарска             | 4:16,73  | ЛР      |
|       | Харијет Ноулс-Џонс | Уједињено Краљевство | 4:17,53  |         |
| 4.    | Амелија Кверк      | Уједињено Краљевство | 4:19,23  |         |
| 5.    | Јоана Штауб        | Немачка              | 4:20,04  |         |
| 6.    | Саија Сепа         | Финска               | 4:20,78  |         |
| 7.    | Лела Хаджи         | Француска            | 4:22,36  |         |
| 8.    | Гаја Сабатини      | Италија              | 4:22,84  |         |
| 9.    | Беата Топка        | Пољска               | 4:24.16  |         |
| 10.   | Мартина Тоци       | Италија              | 4:25,14  |         |
| 11.   | Нада Повер         | Ирска                | 4:28,60  |         |
| 12.   | Илва Тракслер      | Аустрија             | 4:30,20  |         |